# Гуадалахара (Испания)
Гуадалахара (на испански: Guadalajara) е град във в автономна област Кастилия-Ла Манча в централна Испания, на 55 км североизточно от Мадрид. Населението на града в началото на 2017 година е 84 145 души, с което се нарежда трети по големина в областта след Албасете и Талавера де ла Реина. Градът е разположен на брега на река Енарес.

## История
Името Гуадалахара произлиза от арабите, които дълго време контролират тези земи. Първоначалното арабско название wād al-ḥajara (араб. واد الحجرة؛ وادي الحجرة‎‎ – уади ал-хаджарат) се отнася за река Енарес, която пресича града. В превод от арабски, wād al-ḥajara означава „Река на камъните“, което се обяснява с изобилието на малки скали и камъни в тази сравнително малка река.
В римско време, на мястото на съвременния град, съществува селището Ариака. По-късно, градът повторно е основан от арабските завоеватели през 7 век. В епохата на Възраждането, значителна роля в историята на града играе родът Мендоса. Гуадалахара е силно повреден по време на Гражданската война (1936 – 1939).

## Население
| 1842 | 1857 | 1860 | 1900   | 1981   | 1991   | 2001   | 2009   | 2011   | 2017   |
| ---- | ---- | ---- | ------ | ------ | ------ | ------ | ------ | ------ | ------ |
| 5157 | 6650 | 7902 | 11 144 | 56 922 | 67 847 | 67 640 | 83 039 | 84 404 | 84 145 |